# Normando Santos
Normando Marques dos Santos, mais conhecido por Normando Santos (Recife-PE, 8 de outubro de 1932),  é um violonista, cantor e compositor brasileiro.
Em 2012, ele foi eleito pela revista Rolling Stone Brasil um dos  70 Mestres Brasileiros da Guitarra e do Violão, que assim o descreveu: "Mesmo sem ser tão badalado quanto Roberto Menescal, Carlos Lyra e outros ícones da bossa nova, Normando sempre se manteve atuante, seja como professor de violão, músico de estúdio ou artista solo. Em 1962, esteve no histórico Festival de Bossa Nova, realizado no Carnegie Hall de Nova York.".

## Carreira
Em 1959, participou do "I Festival de Samba-Session", realizado no anfiteatro da Faculdade Nacional de Arquitetura (RJ), ao lado de Carlos Lyra, Roberto Menescal e vários outros artistas. 
Em 1960, foi citado pelo jornalista Pedro Müller no "Jornal do Brasil" como o "Sinatra da bossa nova". 
Atuou, como instrumentista, em vários programas de televisão, como "Boate Martini", "Um instante, maestro", "Noite de gala", "Espetáculo Tonelux", "Se meu apartamento falasse", "Dois no balanço", "Ponto Rio" e "Rio rei", entre outros. 